# 양지받이

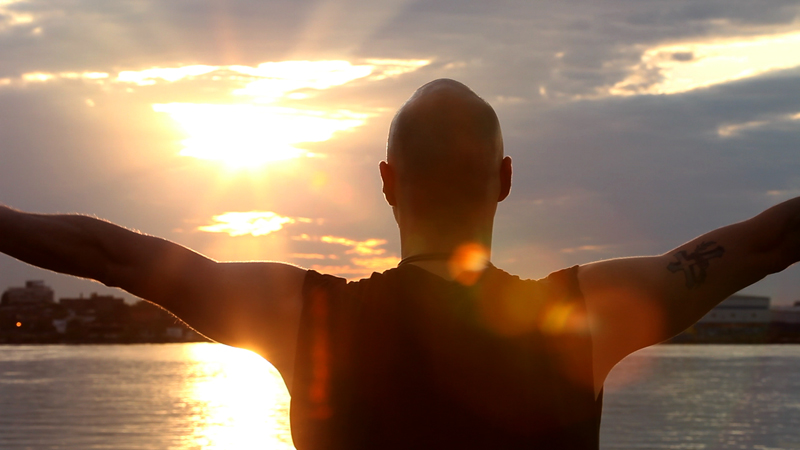

양지받이(sungazing) 또는 해바라기란 햇빛을 쬐는 행위이다.
태양을 직접 들여다보는 것은 위험한 행위이다. 때때로 영적 또는 종교적 수행의 일부로 수행되며 대부분 새벽이나 황혼 무렵에 수행된다. 인간의 눈은 매우 민감하며 직사광선에 노출되면 태양 망막증, 익상편, 백내장 및 종종 실명을 유발할 수 있다. 연구에 따르면 일식을 볼 때에도 눈은 여전히 유해한 수준의 자외선에 노출될 수 있다.